# Gammelhembergtjärnarna (Ströms socken, Jämtland, 714200-146177)
Gammelhembergtjärnarna är en sjö i Strömsunds kommun i Jämtland och ingår i Ångermanälvens huvudavrinningsområde.